# MF DOOM
Pour les articles homonymes, voir Doom (homonymie).
MF DOOM, de son vrai nom Daniel Dumile, né le 13 juillet 1971 à Londres et mort le 31 octobre 2020 à Leeds (Angleterre), est un rappeur et producteur musical britannique,, principalement actif au sein de la scène hip-hop de New York. Il a la particularité d'avoir utilisé plusieurs noms de scène dans sa carrière comme MF DOOM, en référence au personnage de comics docteur Doom, Zev Love X (à ses débuts avec le groupe KMD), King Geedorah (en référence à la créature King Ghidorah), Metal Fingers (en tant que beatmaker), Viktor Vaughn (en référence au personnage du Docteur Fatalis, dont la véritable identité est Victor Von Fatalis, ou Victor Von Doom en anglais, et Vincent Vaughn un de ses alias) ou encore DOOM.
Duimile parlait souvent de lui-même à la troisième personne, ce que Docteur Fatalis était également connu pour faire.

## Biographie

### Jeunesse
Daniel Dumile naît au sud-est de Londres, au Royaume-Uni, d'un père zimbabwéen et d'une mère trinidadienne. Sa famille fait route vers New York, aux États-Unis, et s'installe à Long Island où Dumile grandit. 
Dès son adolescence, Daniel Dumile est influencé par l'Islam et l'afrocentrisme adopté par les musulmans afro-américains. Ses parents l'élevent, lui et son frère, comme musulmans dans la Five-Percent Nation, un mouvement nationaliste noir religieux influencé par l'Islam.
Le père de Dumile lui enseigne l'histoire panafricaine, notamment les figures historiques de la culture afro-américaine tels que Marcus Garvey et Elijah Muhammad, qu'il s'est efforcé de transmettre à ses pairs.
Au début des années 1990, Dumile et les autres membres de KMD sont clairement identifiés comme membres de la communauté "Ansaaru Allah Community", mouvement crée par le charismatique Imam Isa Al Said, dont la mosquée située à Bushwick a notamment été fréquentée par le mentor de Jay-Z, Jaz-O (en), membre actif de la Umma dans le quartier de Brooklyn de 1973 à 1992. Ce mouvement sera connu plus tard sous le nom de Nuwaubian Nation. 
Dans leur musique, les membres de KMD professent un message religieux basé sur les principes du nuwaubianisme, que Dumile a distingué des croyances des Five-Percent. Dans le clip de Peachfuzz, Dumile et les autres membres de KMD portent des Kufi.
Une photo de Daniel Dumile et son frère DJ Subroc (en) en habit traditionnel apparaît au dos de la pochette de son premier album, Operation: Doomsday (1999).
En 2000, bien qu'il ne soit plus aussi strictement pratiquant, Dumile participe toujours aux événements nuwaubiens tels que la célébration du Jour du Sauveur dans le complexe de Tama-Re (en) en Géorgie et a une opinion positive de la communauté.
Dans une interview, Dumile fait référence à sa profession de foi islamique en citant "Sirat al-mustaqim", et évoque cette nécessité de ne pas dévier du droit chemin qu'il s'est fixé et parallèlement lutter contre les distractions du quotidien, afin de parvenir à un équilibre dans sa vie.
Débuts avec KMD (1988–1993)
Sous le nom de scène Zev Luv X, Dumile lance le groupe KMD en 1988 avec son frère Dingilizwe, dit DJ Subroc (en), et un autre MC, appelé Rodan. Au départ de Rodan, renommé par la suite Onyx the Birthstone Kid, Dumile trouve un autre rappeur pour le remplacer. Après son premier album, KMD, acronyme de Kausing Much Damage, change de nom pour Kause in a Much Damaged Society, se donnant ainsi une image plus pacifiste. La première apparition de Dumile sur un enregistrement est sur The Cactus Album du groupe de rap 3rd Bass. Par l'intermédiaire de ce même groupe, KMD se fait connaitre du label Elektra Records avec lequel ils signent en 1990.
En 1991, KMD sort son premier album, Mr. Hood,. Seront tirés de cet album les singles Peachfuzz et Who Me?, dont les clips passent régulièrement dans l'émission de télévision Yo! MTV Raps sur MTV et dans Rap City. Le son KMD se base sur des samples créés par Subroc, qui rappellent un univers très jazzy, mélangeant des rythmes ethniques, avec des sons parfois même electro. Dumile conservera ce style durant toute sa carrière, en le perfectionnant. Mais en 1993, son frère Subroc est accidentellement tué par une voiture alors qu'il tentait de traverser une autoroute du côté de Long Island, au moment où le groupe était en train de réaliser son second album, Black Bastards. Cet évènement, ajouté à la pochette de Black Bastards jugée trop violente (homme noir pendu), le label Elektra décide de licencier le groupe peu avant la sortie de l'album.
Après la perte de son frère, Dumile sombre dans une grave dépression, et disparaît de la scène hip-hop pendant une période durant laquelle il vivra « dans les rues de Manhattan, dormant sur les bancs et dans la merde » comme il le raconte lui-même[réf. nécessaire]. Peu après cette période douloureuse, il quitte New York et part s'installer à Atlanta. À cette époque, il accorde des interviews, se faisant appeler DOOM, et déclare réenregistrer des chansons puis souhaiter prendre sa revanche contre l'industrie du disque qui l'avait détruit et déformé. Dumile se met à boire et à se droguer. Le projet Black Bastards refait alors surface, ouvrant une petite voie pour que Dumile se réinsère dans le milieu du hip-hop.

### Operation Doomsday(1997–2001)
En 1997, Dumile fait quelques freestyles incognito au Nuyorican Poets Café de Manhattan. Dumile se présente en portant un masque rappelant celui que portait le Doctor Doom dans les comics Marvel. MF est un acronyme pour Metal Face et DOOM signifie « destin funeste » en anglais. Il porte toujours ce masque ne se faisant jamais photographier sans. Ainsi, les seules photographies du vrai visage de Dumile datent de sa jeunesse avec KMD.
En 1999, Dumile annonce son retour sous un nouveau nom de scène, MF DOOM. La même année, Dumile collabore avec le label Fondle 'Em et publie son premier album, Operation: Doomsday. L'album est reconnu dans tout le milieu underground, où il connaît un franc succès, ce qui marque un tournant dans sa carrière, lui apportant la reconnaissance du public. L'album sera réédité en 2000 sous le label Subverse car MF DOOM souhaitait le remastériser. Certains clips sont tournés comme notamment ceux des chansons Dead Bent, Question (avec Kurious Jorge) et I Hear Voices. Il change alors de masque, d'abord pour un masque modifié de Dark Maul, puis pour un masque tiré du film Gladiator.
Dumile produit toutes les chansons instrumentales de ses albums, à quelques exceptions près. Dumile revient en 2001 sous le nom de scène Metal Fingers, et publie sa série instrumentale appelée Special Herbs. La plupart de ces albums regroupent toutes ses réalisations instrumentales, présentes sur tous ses albums. Un catalogue à part est spécialement créé listant toutes les chansons.

### Projets et collaborations (depuis 2002)
On retrouve MF DOOM sur les albums de beaucoup d'autres artistes et on compte beaucoup de projets qu'il a montés ou auxquels il a participé. En 2004, il sort l'album Madvillainy, avec le producteur Madlib, et on le retrouve dans le groupe Danger Doom qu'il a monté avec le producteur Danger Mouse.
La même année, Dumile fait son retour solo, avec son album Mm..Food. La grande majorité des instrumentales utilisées sur l'album sont produites par DOOM lui même,,.
En 2005, il enregistre la chanson November Has Come aux côtés de Gorillaz sur leur album Demon Days mais aussi avec les Français dDamage sur leur album Shimmy Shimmy Blade qui sort en 2006 chez Tsunami-Addiction. Il enregistre aussi sous les pseudonymes Viktor Vaughn, en référence au docteur Doom, ou King Geedorah, en référence à King Ghidorah, l'un des ennemis de Godzilla.
Au début de 2010, MF DOOM publie Gazzillion Ear EP au label Lex. Le 5 mars 2010, Lex et Sónar présentent le premier show de DOOM à Londres, au Roundhouse de Camden. À la fin de sa tournée européenne, s'étant vu refuser l'entrée aux États-Unis, DOOM s'installe au Royaume-Uni où il commence à travailler sur un nouvel album avec Jneiro Jarel sous le nom de JJ DOOM. Leur album Key to the Kuffs sort le 20 août 2012 sur Lex Records avec plusieurs invités (Damon Albarn, Beth Gibbons de Portishead, Khujo Goodie de Goodie Mob et Dungeon Family, et Boston Fielder). En février 2013, Ghostface Killah révèle travailler avec DOOM sur un album collaboratif.
En août 2013, il est annoncé que MF DOOM et Bishop Nehru allaient collaborer sur un projet dont la sortie serait prévue sur le label Lex Records. Le projet se révèle être un album, nommé NehruvianDOOM, publié le 7 octobre 2014. Doom collabore avec Flying Lotus en novembre 2014 sur la chanson Masquatch apparue issue du jeu vidéo Grand Theft Auto V. En décembre 2014, Ghostface Killah annonce son album collaboratif avec DOOM, Swift and Changeable pour 2015.

### Controverse
Lors de plusieurs concerts, MF DOOM est connu pour avoir envoyé une autre personne à sa place pour performer, le port du masque facilitant la supercherie. Il surnomme ses imposteurs les DOOMBOTS, en référence au Docteur Fatalis qui envoie ses Doombots se battre à sa place.

### Décès
Le 31 octobre 2020, lors d'une hospitalisation à l'hôpital St James de Leeds pour traiter un œdème de Quincke, MF DOOM meurt d'hypoxie cérébrale due à une allergie médicamenteuse. Sa mort n'est annoncée publiquement que le 31 décembre 2020 par sa femme Jasmine Dumile,.
Elle raconte que les graves problèmes de santé de MF Doom ont commencé après une réaction rare à un médicament qu'il prenait pour traiter son hypertension. Ce traitement a provoqué chez lui de sévères difficultés respiratoires et un œdème de Quincke, caractérisé par un gonflement de la langue. La situation s'est rapidement aggravée, nécessitant son transfert à l'hôpital où il est décédé quelques jours plus tard.

## Héritage

Une fresque représentant MF DOOM à Deptford, Londres

Dumile est considéré comme l'un des musiciens les plus influents du hip hop, ce sentiment a été repris par un grand nombre de ses pairs. Le rappeur américain Q-Tip est cité en l'appelant « Le MC préféré de ton MC préféré. »Il est considéré comme une énorme influence pour de nombreux autres artistes grâce à son style de musique unique et son lyrisme créatif. Un ami proche de Dumile, Thom Yorke de Radiohead est cité comme disant « Il a été une immense source d'inspiration pour beaucoup d'entre nous, la façon dont il assemble les mots, dans une espèce de flux subconscient, pour moi, c'était du pur génie. »
Après l'annonce du décès de Dumile le 31 décembre 2020, de nombreux rappeurs français et américains se manifestent sur les réseaux sociaux pour lui rendre hommage et honorer son influence sur la scène hip-hop. Parmi eux, Alpha Wann, Q-Tip, Mos Def ou encore Tyler, The Creator.

## Discographie

### Albums studio
- 1999 : Operation: Doomsday (réédité en 2008)
- 2003 : Take Me to Your Leader (sous King Geedorah)
- 2003 : Vaudeville Villain (sous Viktor Vaughn)
- 2004 : Venomous Villain (sous Viktor Vaughn)
- 2004 : Mm.. Food (réédité en 2007)
- 2009 : Born Like This (sous DOOM)

### Albums live
- 2005 : Live from Planet X
- 2010 : Expektoration

### Compilations
- 2002 : Special Herbs Vol. 1&2 (sous Metal Fingers)
- 2003 : Special Herbs Vol. 3&4 (sous Metal Fingers)
- 2004 : Special Herbs Vol. 5&6 (sous Metal Fingers)
- 2004 : Special Herbs Vol. 7&8 (sous Metal Fingers)
- 2004 : Special Blends: Vol. 1&2 (sous Metal Fingers)
- 2005 : Special Herbs Vol. 9&0 (sous Metal Fingers)
- 2006 : Special Herbs: The Box Set Vol. 0-9 (sous Metal Fingers)

### Remixes
- 2004 : Special Blends Vol.1 & 2

### Albums collaboratifs
- 1991 : Mr. Hood (sous Zev Love X avec KMD)
- 1994 : Bl ck B st rds (sous Zev Love X avec KMD)
- 2000 : MF EP (avec MF Grimm)
- 2003 : Escape from Monsta Island! (sous King Geedorah avec les Monsta Island Czars)
- 2004 : Special Herbs and Spices Vol. 1 (avec MF Grimm)
- 2004 : Madvillainy (avec Madlib sous Madvillain)
- 2004 : Madvillainy Instrumentals (avec Madlib sous Madvillain)
- 2005 : The Mouse and The Mask (avec Danger Mouse sous Danger Doom)
- 2006 : Occult Hymn EP – album gratuit publié sur Adult Swim[29]
- 2008 : MF Doom & Trunks Presents Unicron (avec Trunks)
- 2008 : Madvillainy 2 (avec Madlib sous Madvillain)
- 2012 : MA Doom: Son of Yvonne (avec Masta Ace)
- 2012 : Key to the Kuffs (avec Jneiro Jarel sous JJ DOOM)
- 2014 : NehruvianDOOM (avec Bishop Nehru sous NehruvianDOOM)
- 2018 : Czarface Meets Metal Face (avec Czarface)
- 2018 : DOOM XMAS (avec Cookin Soul)

### Apparitions
- 2002 : It Ain't Nuttin' sur l'album Something Wicked This Way Comes de The Herbaliser
- 2005 : November Has Come sur l'album Demon Days de Gorillaz
- 2006 : My Favorite Ladies Part II sur l'album Shimmy Shimmy Blade de dDamage
- 2004 : Depuis que j'étais enfant sur l'EP Sous le signe du V du Klub des loosers
- 2005 : Figaro (Remix) sur l'album Stones Throw 101 (sous le pseudonyme Madvillain)
- 2006 : Monkey Suite sur l'album Chrome Children (sous le pseudonyme Madvillain)
- 2015 : Masking sur l'album The Jade Amulet de A.S.M
- 2022 : Belize sur l'album Cheat Codes (en) de Danger Mouse (musicien)